# Péra Váchlia
Péra Váchlia (grec moderne : Πέρα Βάχλια) est une localité située dans le dème de Gortynie, dans le district régional d'Arcadie, dans la périphérie du Péloponnèse, en Grèce.
Selon le recensement de 2021, elle compte 15 habitants.